# Oligosoma inconspicuum
Espèce
Synonymes
- Leiolopisma inconspicuum Patterson & Daugherty, 1990

Oligosoma inconspicuum est une espèce de sauriens de la famille des Scincidae.

## Répartition
Cette espèce est endémique de l'île du Sud en Nouvelle-Zélande. Elle se rencontre dans les régions d'Otago et de Southland.

## Étymologie
Le nom spécifique inconspicuum vient du latin inconspicuus, invisible, en référence au caractère cryptique de ce saurien.

## Publication originale
- Patterson & Daugherty, 1990 : Four new species and one new subspecies of skinks, genus Leiolopisma (Reptilia: Lacertilia: Scincidae) from New Zealand. Journal of the Royal Society of New Zealand, vol. 20, no 1, p. 65-84+252.